# موز وحشی جاوه
موز وحشی جاوه (نام علمی:Musa salaccensis) نام یک گونه از سرده موز متعلق به تیره میوزیشی است.
موز وحشی همان موز معمولی است اما با داشتن دانه‌های سفت درشت و ریز